# Finnbogi Ísakson
Finnbogi Ísakson (født Isaksen, 7. februar 1943 i Klaksvík, død 7. september 2005 i Tórshavn) var en færøsk journalist, forfatter og politiker (T). Som mediemand var han aktiv i både radio, fjernsyn og aviser. Lagtingsmedlem 1966–1984 og 1990–2002, og medlem af Færøernes regering 1975–1979, 1989 og 1993–1994.
Ísakson var ansat i Útvarp Føroya fra 1963 til 1974. Som den næstyngste nogensinde blev han i en alder af 23 år valgt til Lagtinget fra Norðoyar i 1966. Han var endvidere redaktør af Tíðindablaðið fra 1974 til 1975. Arbejdede freelance fra 1975 til 1984, mens han var skole-, bolig- og trafikminister i regeringen Atli Dam II fra 1975 til 1979. Johan Simonsen mødte i hans sted på Lagtinget. I 1984 blev Ísakson ikke genvalgt til Lagtinget. Samme år blev han ansat i Sjónvarp Føroya, hvor han arbejdede frem til 1988. Mødte som suppleant i Lagtinget for Jóngerð Purkhús 1989–1990. På ny valgt til Lagtinget på eget mandat ved lagtingsvalget 1990, denne gang for Suðurstreymoy. Færøernes finansminister i 1989, og igen fra 1993 til 1994. Redaktør af Tjóðveldisflokkurins partiavis 14. september fra 1991 til 1993. lagtingsformand fra 1998 til 2002.
Finnbogi Ísakson blev alvorligt syg sommeren 2005, og døde 7. september, 62 år gammel.